# Кимзе
Ки́мзе (нем. Chiemsee, МФА: [ˈkiːmzeː]о файле; бав. Boarische Meer (баварское море); ранее употреблялись варианты Химзе, Химское озеро) — пресноводное озеро в Баварии, Германия, в примерно 70 километрах на восток от Мюнхена, между городами Розенхайм и Зальцбург (Австрия). Кимзе, которое местные жители называют «Баварским морем», — третье по площади озеро в Германии (после Боденского и Мюрица). В озеро впадают реки Тиролер-Ахен (на которую приходится более 2/3 притока воды) и Прин, а также многочисленные ручьи, из озера вытекает река Альц. Кимзе находится в административном ведении Баварского управления государственных замков, садов и озёр.

## Общие сведения
Основные характеристики озера:
- Объём воды — 2,05 км³
- Площадь поверхности — 79,9 км²
- Площадь водосборного бассейна — 1399 км²
- Наибольшая глубина — 72,7 м
- Средняя глубина — 25,6 м
- Высота над уровнем моря — 518,19 м[источник не указан 1931 день].

Воды озера — слабощелочные (pH = 8,3), прозрачность лежит в пределах от 3,0 до 4,5 м.

## Этимология
Название озеру дало расположенное на его восточном берегу местечко Киминг (нем. Chieming), которое, в свою очередь, было названо по имени вождя баваров некоего Кимо (нем. Chiemo).

## История

### История формирования
Кимзе по своему происхождению является ледниковым озером, образовавшимся в конце последней ледниковой эпохи в результате таяния одного из ледников. Первоначально площадь Кимзе была в три раза больше современной, а глубина достигала до 250 метров. К основным причинам уменьшения Кимзе относятся врастание в озеро прибрежных растений и заполнение дна песком и галькой, приносимых впадающими в него реками (к примеру, дельта Тиролер-Ахен перемещается вглубь озера почти на 10 метров в год). По существующим оценкам такими темпами Кимзе полностью исчезнет через 7—8 тысяч лет.

### История заселения
Многочисленные археологические находки подтверждают, что первые поселения на берегах Кимзе существовали уже в бронзовом веке. Примерно 300 лет до н. э. окрестности озера заселили кельты, а около 15 года н. э. здесь появились римляне, которых в V веке сменили осевшие здесь германские племена.

## Острова
Кимзе имеет три основных острова: самый большой по площади Херренкимзе (нем. Herreninsel, в переводе: «Мужской остров»), самый большой по населению Фрауенинзель (нем. Fraueninsel, в переводе: «Женский остров») и между ними — Краутинзель (нем. Krautinsel, в переводе: «Травяной остров»), на котором нет ни построек, ни постоянного населения.

## Флора и фауна
Кимзе находится под защитой Рамсарской конвенции. Хотя почти половина из 33 зарегистрированных в Кимзе видов рыб находится под угрозой вымирания, в его водах в достаточных для профессионального рыболовства количествах обитает судак, арктический голец и речной угорь, а также более редкая озёрная форель, а из ракообразных — американский сигнальный и узкопалый речной раки. Земноводные представлены, в основном, такими видами, как желтобрюхая жерлянка, обыкновенная квакша, обыкновенная жаба, съедобная и травяная лягушки.
Бо́льшая часть прибрежной линии Кимзе — естественные ландшафты: как правило, луга или заболоченные участки, на которых можно встретить среди прочего достаточно редкий сибирский ирис и разнообразные орхидеи, а в воде — 10 видов харовых водорослей и 14 рдеста. Берега озера весной и осенью становятся местом остановки многочисленных перелётных стай, в холодное время года здесь зимуют до 30 тысяч пернатых, а летом выращивают своё потомство порядка 150 различных видов птиц, среди которых луговой чекан, бекас, луговой конёк, полевой жаворонок. В летние месяцы под крышей дворца Херренкимзе обитает популяция летучих мышей, достигающая 1000 особей; всего их на острове 15 различных видов.

## Транспорт и туризм
Между наиболее крупными населёнными пунктами на берегах Кимзе организовано регулярное судоходство (компания Chiemsee-Schifffahrt), при этом между Прин-ам-Кимзе и Гштадт-ам-Кимзе, а также островами Херренкимзе и Фрауенинзель — круглогодичное. Все они связаны с остальными регионами железнодорожными или автобусными линиями.
К главным туристическим достопримечательностям региона относятся:
- расположенные на «Мужском острове» дворец Херренкимзе, построенный в 1878—1885 годах баварским королём Людвигом II, и бывший мужской монастырь, принадлежавший ордену августинцев[16]
- находящийся на «Женском острове» старейший в Германии женский монастырь ордена бенедиктинцев (основан в 772 году)[17]
- водные экскурсии по озеру (в том числе на историческом пароходе постройки 1926 года),[18]
- велосипедные туры по специально оборудованным дорожкам общей длиною 59 км, полностью опоясывающим озеро[19]
- многочисленные пляжи и различные виды водного туризма: такие как парусные лодки, каноэ, каяк, сапсёрфинг или дайвинг[1].

## Галерея

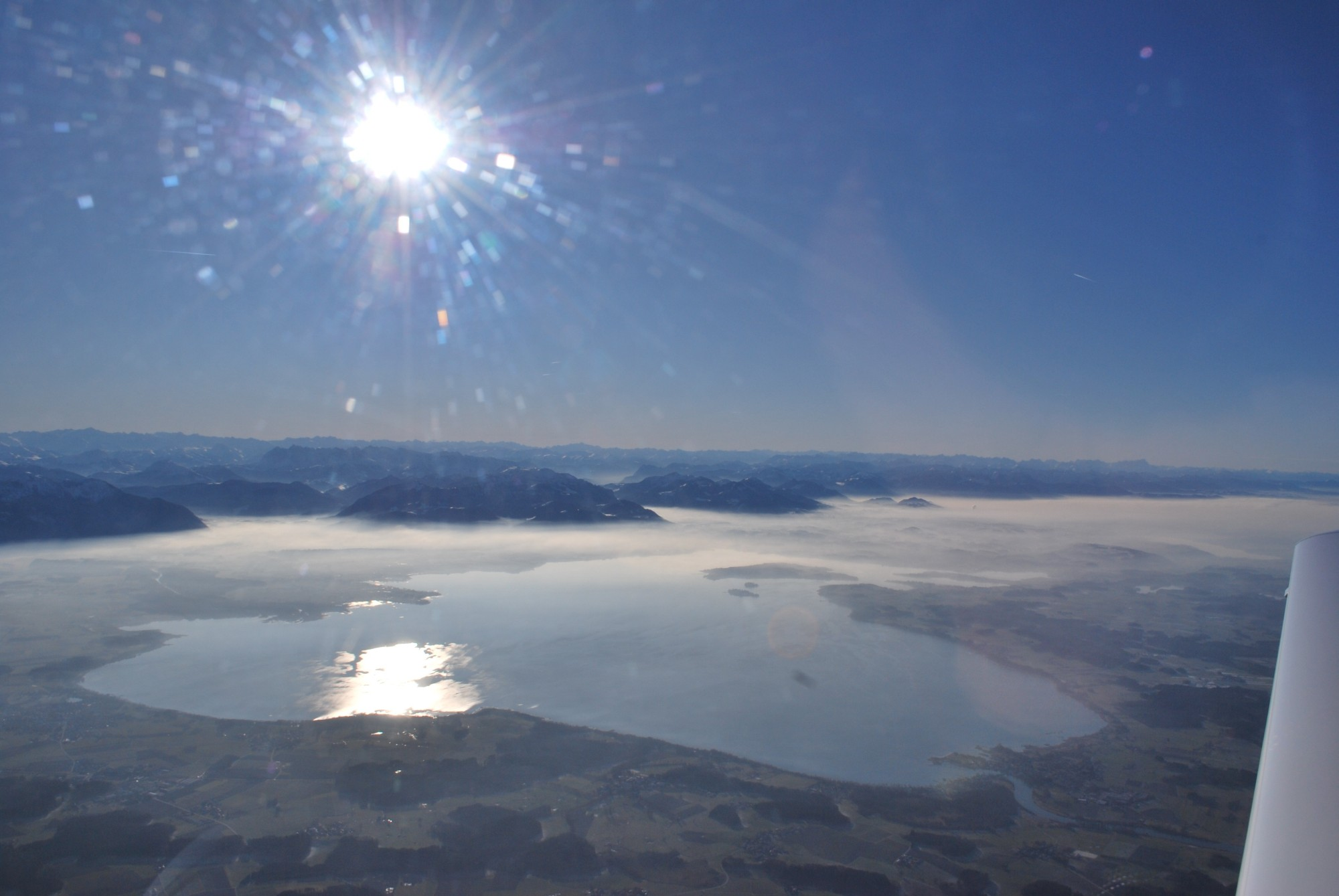
Кимзе и предгорья Альп (на заднем плане)
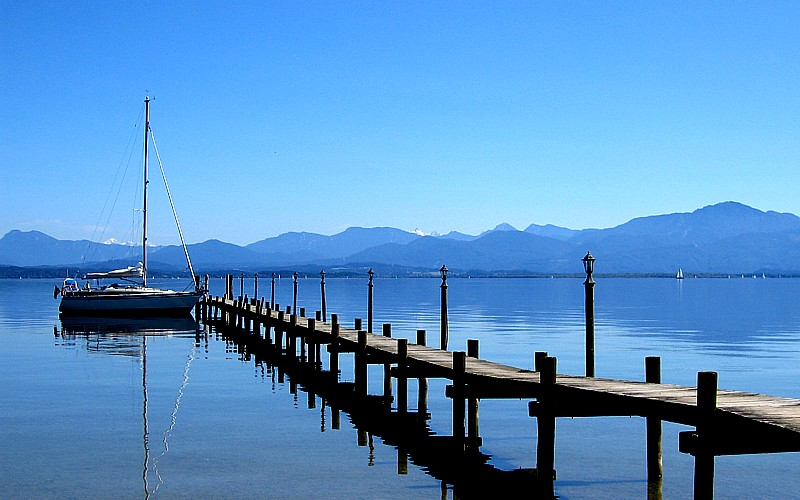
Кимзе с берега Фрауенинзель
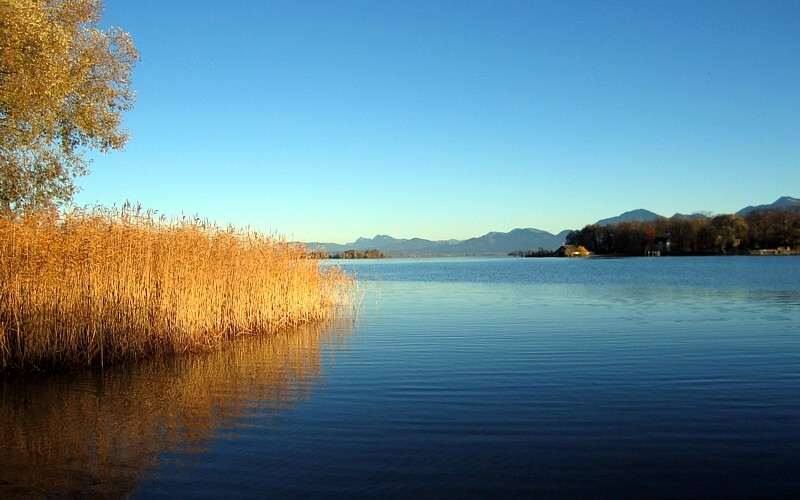
Кимзе с берега Херренкимзе
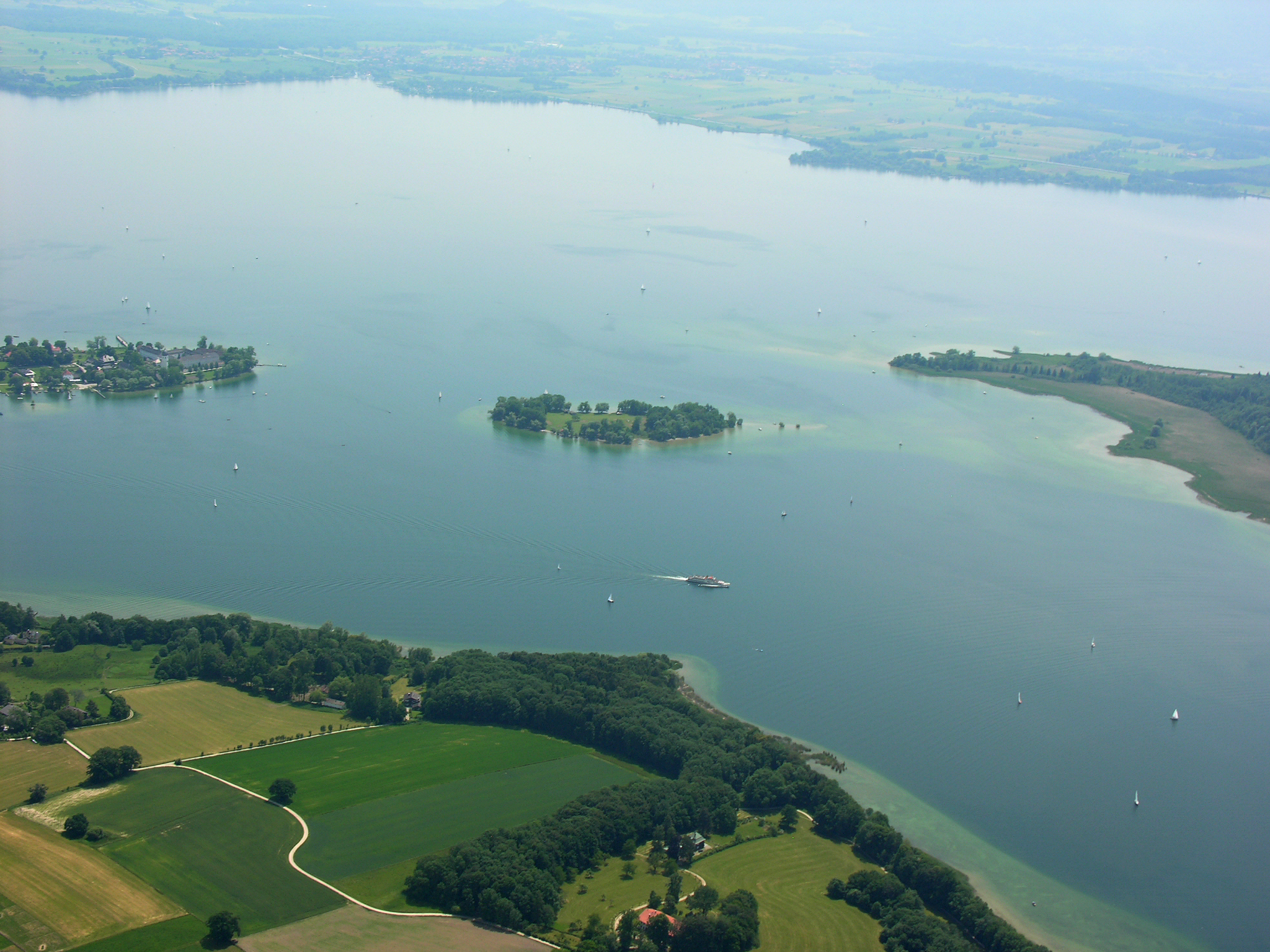
Краутинзель (слева — Фрауенинзель, справа — Херренкимзе)
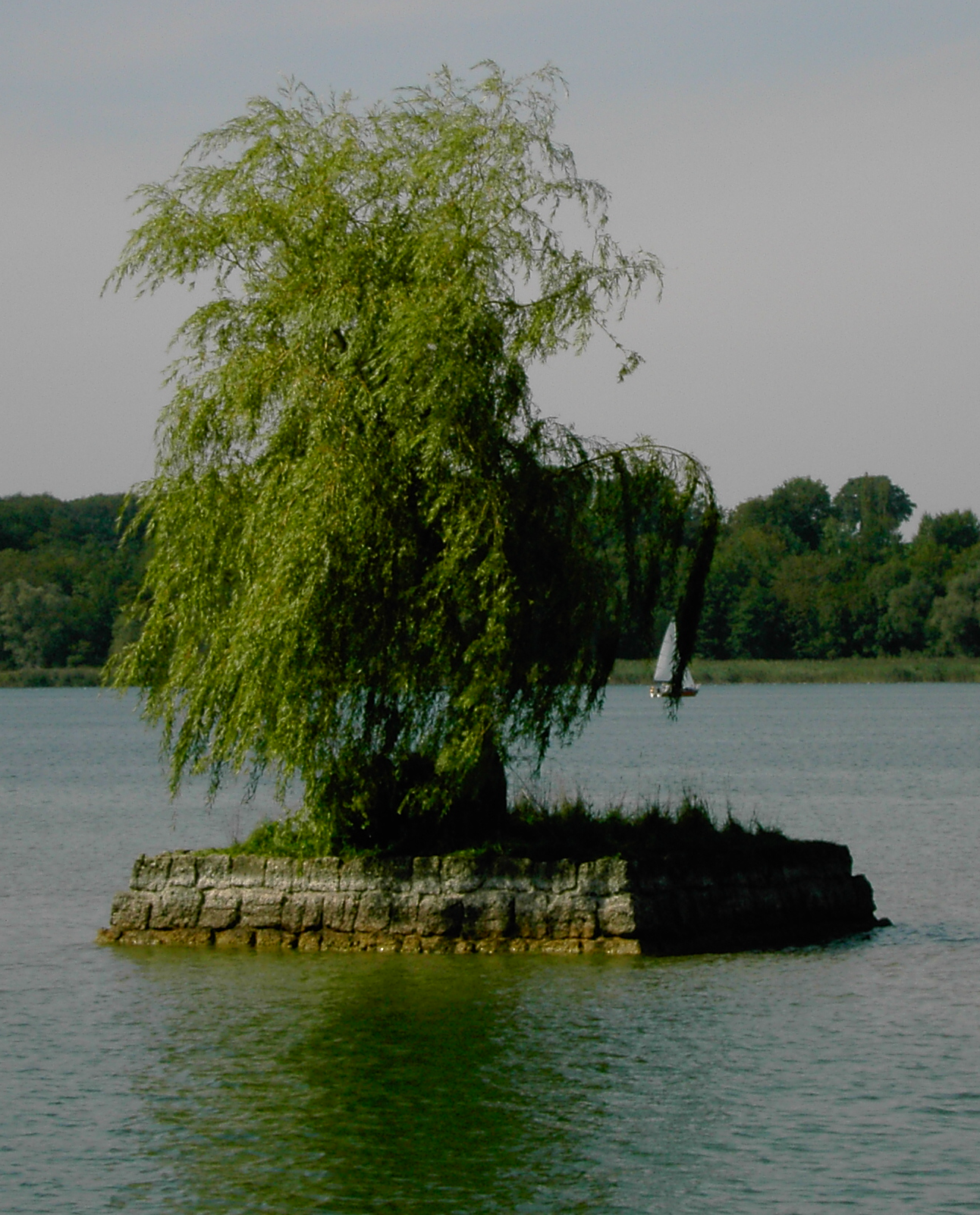
Шальх — крошечный островок чуть западнее Фрауенинзель
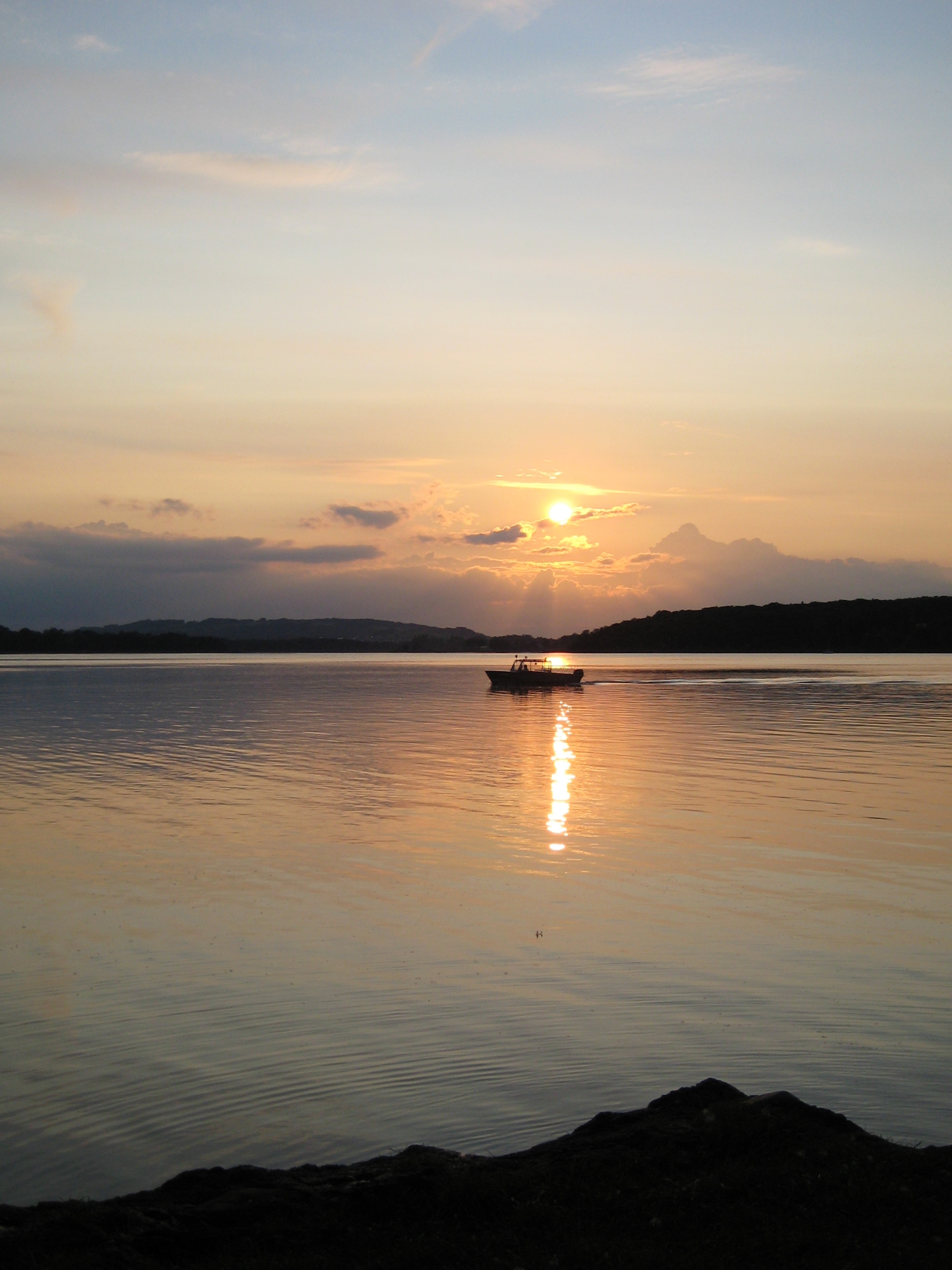
Закат на Кимзе
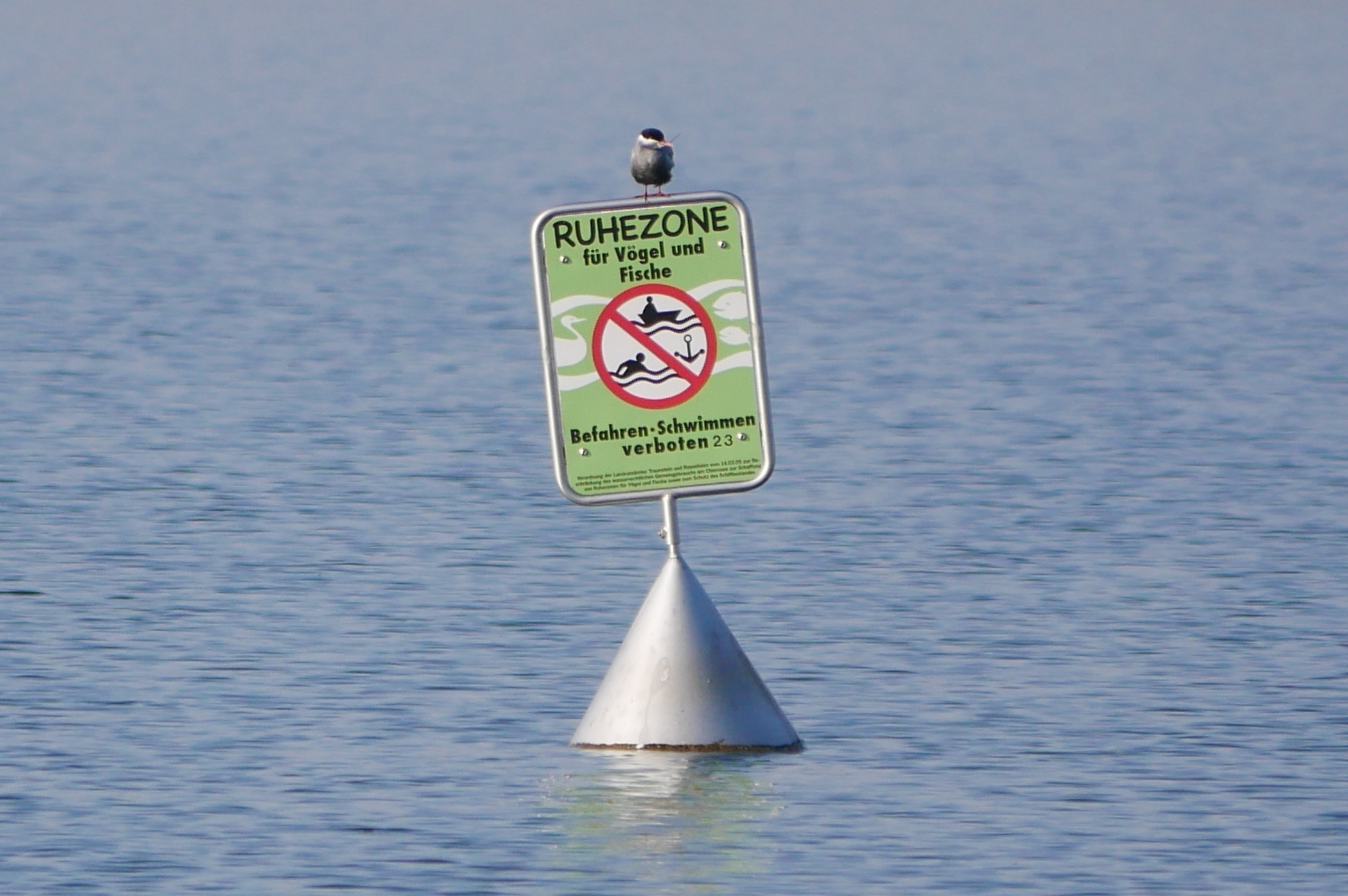
Белощёкая болотная крачка на Кимзе
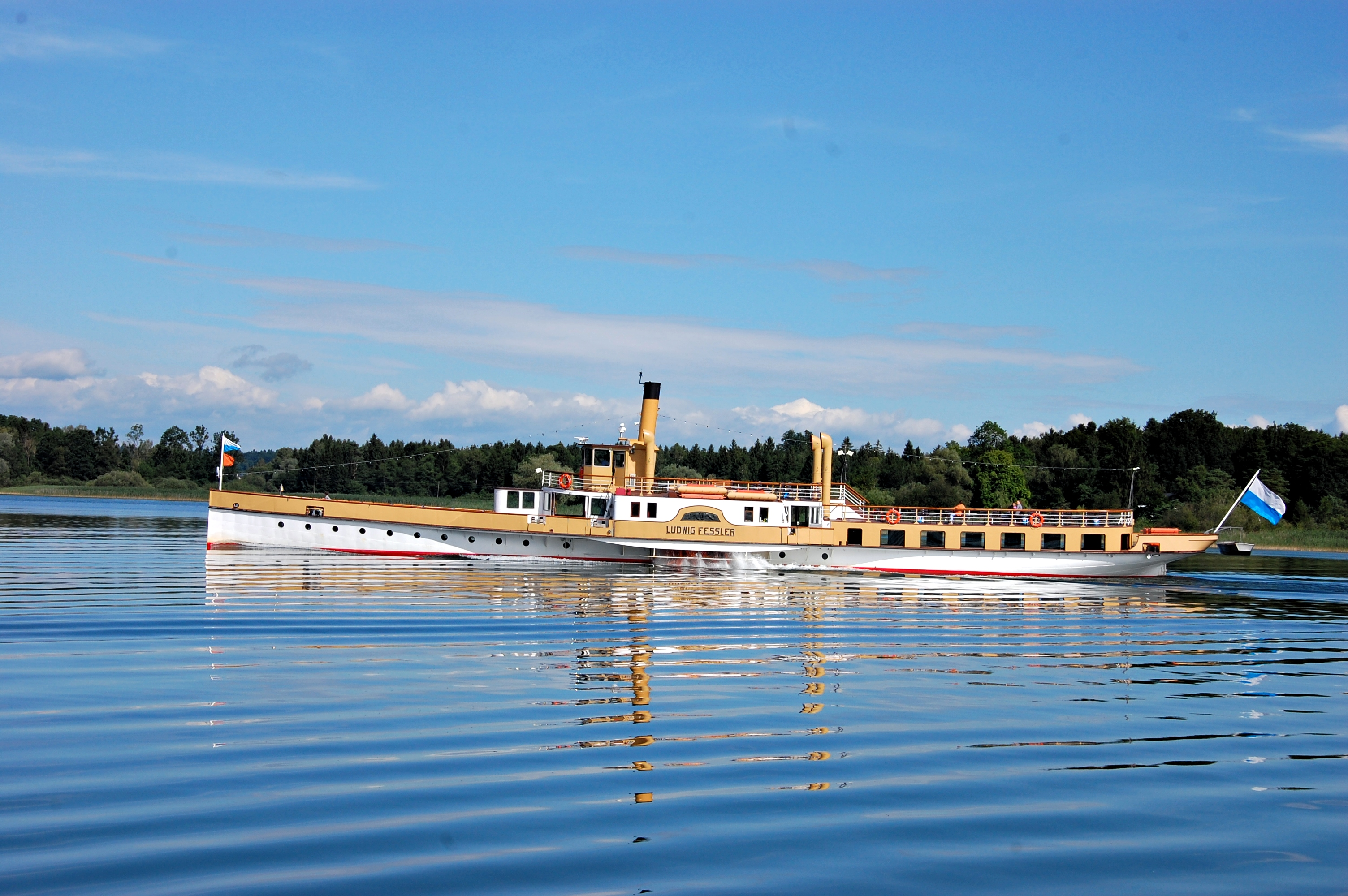
Водная экскурсия по озеру
На Кимзе (Петер фон Гесс)